# Uniklubi
Uniklubi is een rockband uit Tampere, Finland. De band werd opgericht in Hämeenkyrö, maar tegenwoordig is de thuisbasis van de band Tampere.

## Geschiedenis
Uniklubi werd opgericht in 1999 door Jussi en Pasi. In die tijd noemde de band zich Pincenez (Een Frans woord voor een speciaal type bril). De eerste nummers van de band waren covers (gezongen in het Engels), maar toen Jussi zelf nummers begon te schrijven ging zijn voorkeur uit naar Finstalige teksten. Later besloot de band dat omdat hun teksten in het Fins zijn, een Finse naam passender zou zijn. Vanaf dat moment noemden ze zich Uniklubi, wat letterlijk vertaald 'Droomclub' betekent. 
Door een aantal optredens te spelen verdiende de band genoeg geld om een demo op te kunnen nemen. Tijdens de opnames van het eerste album Rakkautta ja Piikkilankaa (Liefde en prikkeldraad) in 2003 verliet toenmalige drummer Jimmy Drain de band. Hij werd vervangen door Antti Matikainen. 
De eerste single die uitgebracht werd was Rakkautta ja Piikkilankaa. Het nummer kwam in de hitparade terecht en Uniklubi won een Emma Award voor Nieuwkomer van het jaar.
Het tweede album Kehä (Ring) kwam uit in november 2005 en kwam binnen op nummer 1 in de hitparade.
Tijdens de zomer van 2006 werd bij de zanger een poliep op zijn stembanden ontdekt. Hierdoor moest de band hun tour in Duitsland afzeggen, wat hun eerste tournee buiten Scandinavië zou zijn geweest. 
Op 19 maart 2012 gaf bassist Teemu Rajamäki in een bericht op de officiële website aan geen deel meer uit te zullen maken van de band. 

### Leden
- Jussi Selo (zang)
- Janne Selo (gitaar, achtergrondzang)
- Pasi Viittala (gitaar)
- Jani Auvinen – (drums)
- Teemu Mäntykorpi – (bas, achtergrondzang)
- Tuomas Lepistö – (toetsenist, achtergrondzang)

### Ex-leden
- Jimmy Drain (drums, tot 2003)
- Teemu Rajamäki (bas,  tot 2012)
- Antti Matikainen (drums, 2003 - 2012)

## Stijl
Uniklubi is een rockband die in hun nummers veel gebruikmaakt van melodieën. Deze melodieën worden vooral vertegenwoordigd door de zang- en de gitaarpartij, hier en daar zijn er ook een paar pianostukken toegevoegd. De band heeft zowel wat stevigere rocknummers geschreven als een flink aantal ballads. De band maakt wat zang betreft geen gebruik van grunts of screams. Doordat gitarist Janne Selo de achtergrondzang verzorgt is er soms meerstemmigheid terug te vinden in de nummers. De teksten worden geschreven door zanger Jussi Selo, en gaan voornamelijk over de liefde en de dood.

## Discografie

### Albums
- Rakkautta ja piikkilankaa (2004) (Liefde en prikkeldraad)
- Kehä (2005) (Ring)
- Luotisade (2007) (Kogelregen)
- Syvään Valoon (2009) (Naar diep licht)
- Kultakalat (2010) (Goudvissen)
- Tulennielijä (2018)
- Ajan piirtämät kasvot (2020)

### Singles
- Rakkautta ja piikkilankaa (2004) (Liefde en prikkeldraad)
- Kylmää (2004) (Koud)
- Olemme Yhtä (2004) (Wij zijn één)
- Totuus (2004) (De waarheid)
- Näiden tähtien alla (2004) (Onder deze sterren)
- Kaikki mitä mä annoin (2005) (Alles wat ik gegeven heb)
- Huomenna (Promo single) (2005) (Morgen)
- Kiertää Kehää (2006) (Draaiende cirkel)
- Tuhka (Promo single) (2006) (As)
- Vnus (2007) (Venus)
- Luotisade (Promo single) (2007) (Kogelregen)
- Varjoon juuttunut (2007) (Vastgelopen in een schaduw)
- Rakkaudesta hulluuteen (Promo single) (2008) (Van liefde naar waanzin)
- Polje (2009) (Doos)
- Kukka (2009) (Bloem)
- Mitä vittua? (EP) (2009) (Wat de f***)
- Aikasi On Nyt (2010) (Jouw tijd is nu)
- Sydän janoaa (2014)
- Laavaa (2017)
- Pakkopaita (2017)
- Tulennielijä (2018)
- Huojuva silta (2019)
- Bailaten koko elämä (2019)
- Siipirikko (2020)
- Hetken olen vapaa (2021)
- Jos tähän jään (2021)

### Muziekvideo's
- Rakkautta ja piikkilankaa (2004) (Liefde en prikkeldraad)
- Kaikki mitä mä annoin (2005) (Alles dat ik heb gegeven)
- Huomenna (2005) (Morgen)
- Vnus (2007)
- Luotisade (2007) (Kogelregen)
- Varjoon juuttunut (The Voice[1] – live) (2008)
- Varjot (The Voice – live) (2008)
- Rakkaudesta hulluuteen (2008)
- Polje (2009)
- Kukka (2009) (Bloem)
- Mitä vittua (2009) (What the f*ck)
- Aikasi on nyt (2010) (Jouw tijd is nu)
- Maailma puhaltaa (2010) (De wereld blaast)
- Pakkopaita (2017) (Dwangbuis)
- Bailaten koko elämä (2019)
- Siipirikko (2020)
- Jos tähän jään (2021)

## Gerelateerde bands en artiesten
Net als een aantal andere Finse bands kan Uniklubi makkelijk gelinkt worden aan andere bands of artiesten door vriendschap en samenwerking.
Zanger Jussi Selo heeft in het begin gezongen voor de band Lovex, voordat huidige zanger Theon die plaats innam. Daarnaast heeft Jussi ook weleens de achtergrondzang voor Negative verzorgd. Negative bracht met een aantal gastmuzikanten een cover van het nummer Too Much Love Will Kill You van Queen uit. Onder andere Jussi Selo, Jann Wilde (van Jann Wilde & Rose Avenue en Jann Wilde & The Neon Comets) en Christian van Dead by Gun werkten hieraan mee. 
Jussi speelde in 2007 in de videoclip van het nummer Wise men don't cry van Bloodpit. Hij heeft ook achtergrondzang verzorgd voor een andere Finse band, Sisu, en heeft gezongen in de band Bitch So Sweet. Daar stopte hij mee toen Uniklubi meer van zijn tijd begon op te eisen. Tevens viel hij ooit in als gitarist voor de band Entwine voor vijf concerten tijdens hun tour in Duitsland. 